# Mojorejo (Kemlagi)
Mojorejo is een bestuurslaag in het regentschap Mojokerto van de provincie Oost-Java, Indonesië. Mojorejo telt 2669 inwoners (volkstelling 2010).